# Vimmerby község
Vimmerby község (svédül: Vimmerby kommun) Svédország 290 községének egyike. 
A mai község 1971-ben jött létre.

## Települései
A községben 8 település található:
| Település  | Népesség | Megjegyzés         |
| ---------- | -------- | ------------------ |
| Vimmerby   |          | a község székhelye |
| Södra Vi   |          |                    |
| Storebro   |          |                    |
| Gullringen |          |                    |
| Frödinge   |          |                    |
| Djursdala  |          |                    |
| Tuna       |          |                    |
| Rumskulla  |          |                    |

### Külső hivatkozások
- Hivatalos honlap